# 约翰·威尔金森
约翰·威尔金森（英語：John Wilkinson，1920年4月13日—2002年4月28日）美国音频工程师。他曾赢得过1次奥斯卡最佳音响效果奖，并获得2次提名。威尔金森完成神学院的学业后，进入了科技领域。随后他于耶鲁大学完成了工程设计博士学位。自1958年至1992年间威尔金森曾参与140多部电影的制作，2002年因心力衰竭逝世于洛杉矶，享年82岁。

## 部分影视作品
威尔金森赢得过1次奥斯卡奖，并获得过2次提名。
获奖
- 野战排 (1986)[2]

提名
- 天堂之日 (1978)[3]
- 九霄云外（英语：Outland (film)） (1981)[4]